# Stechelberg

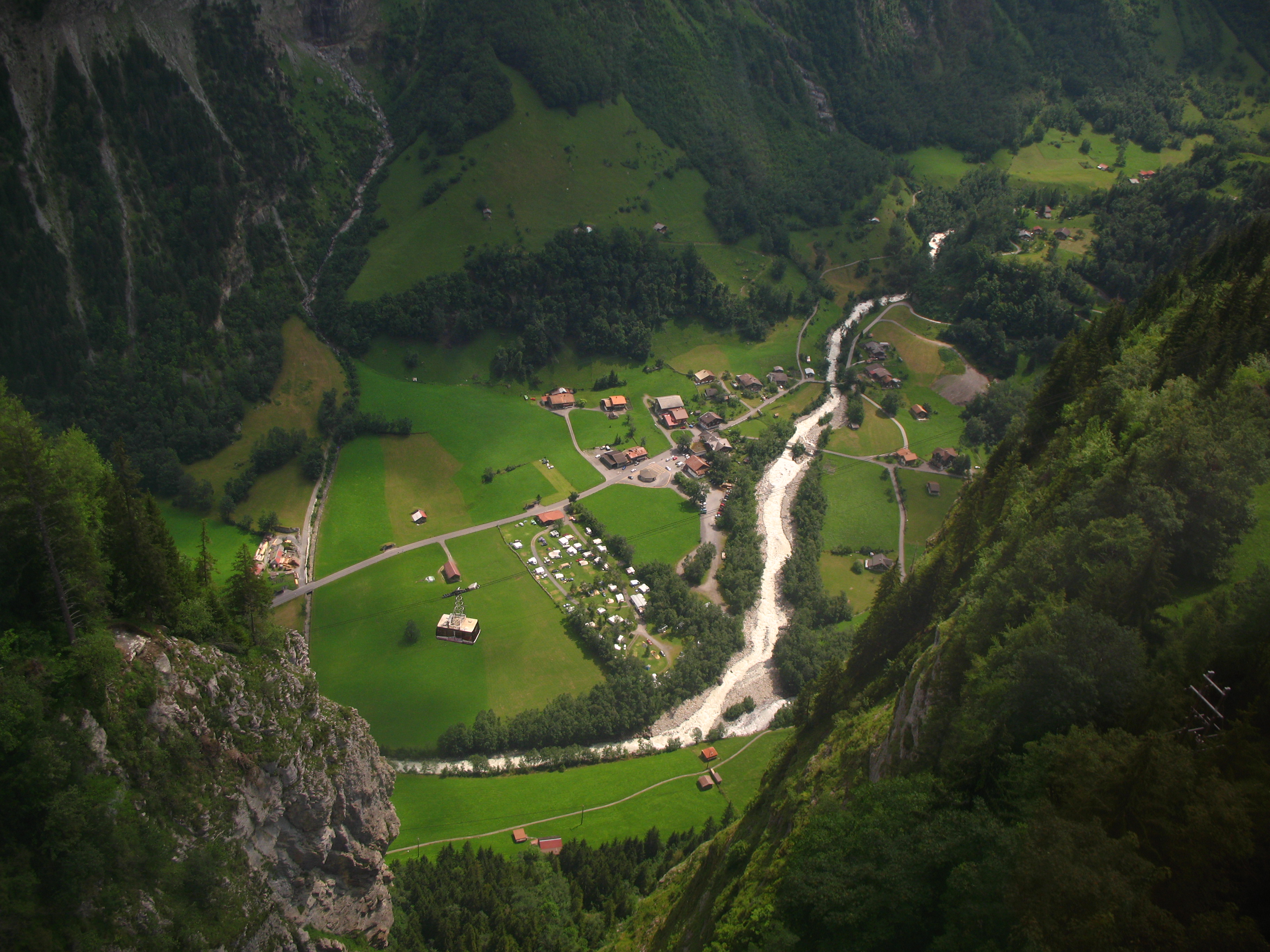
Gezicht op Stechelberg vanuit de Luftseilbahn Stechelberg-Mürren-Schilthorn

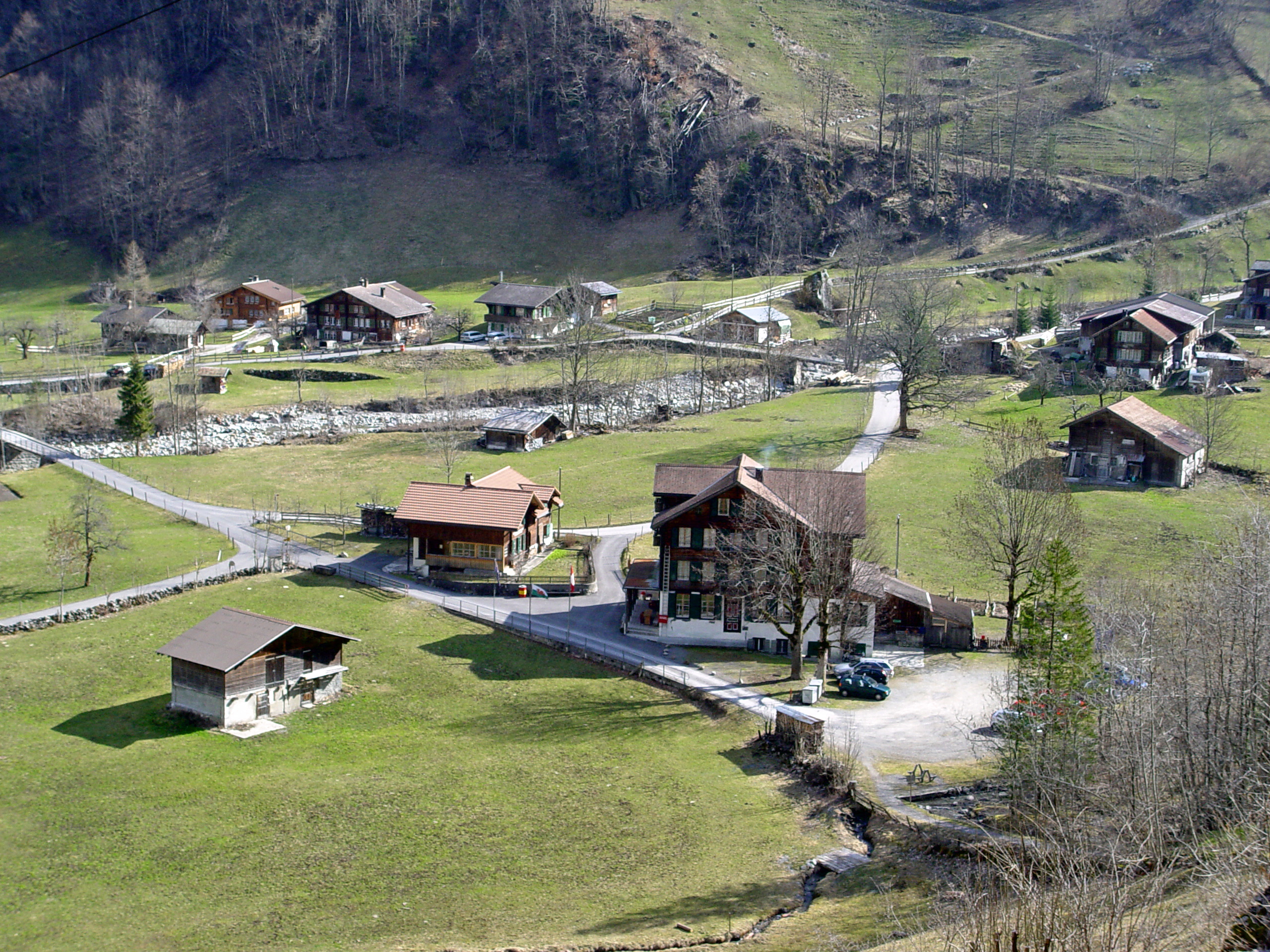
De zuidkant van Stechelberg

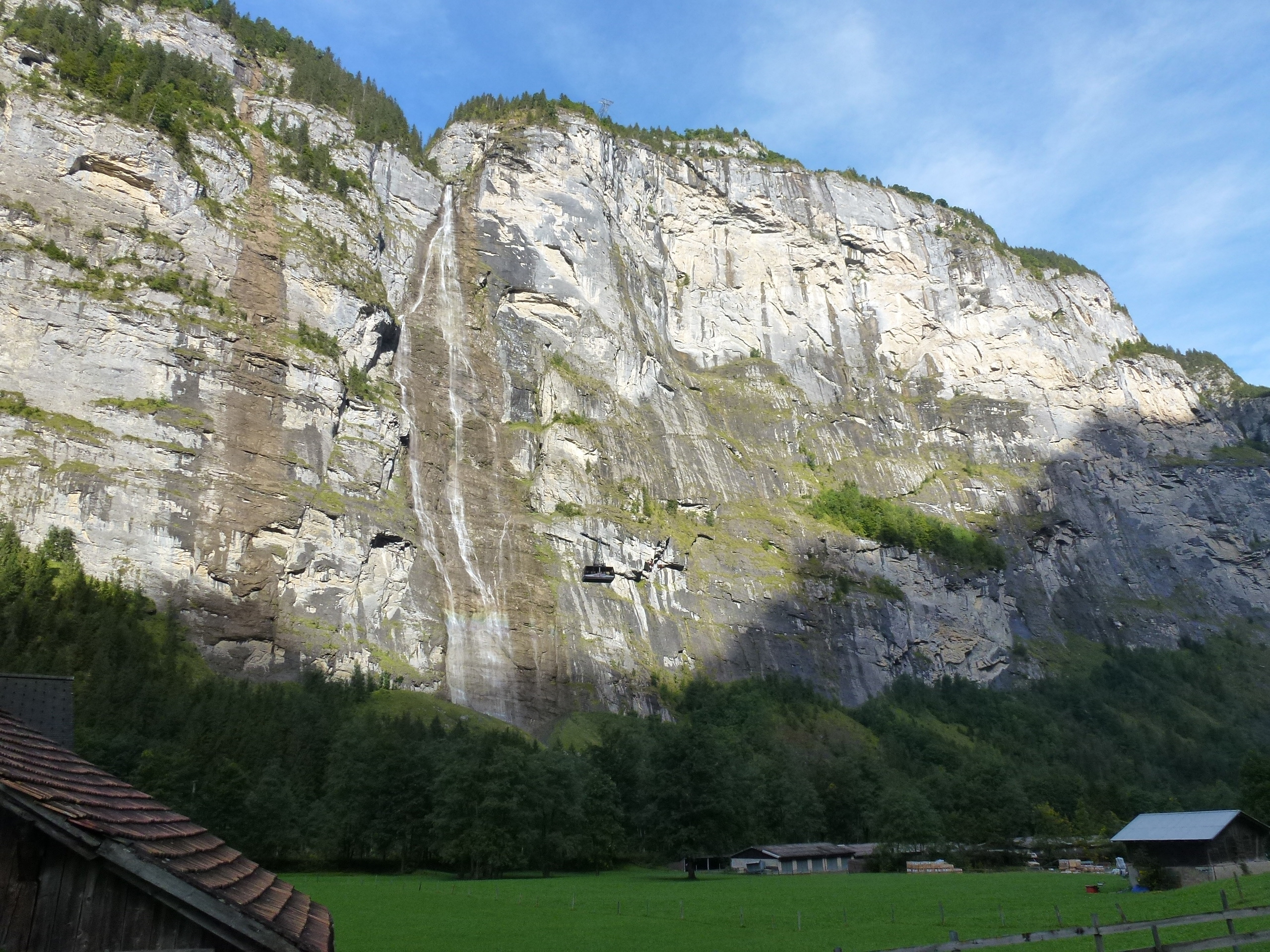

Stechelberg is een gehucht in de Zwitserse gemeente Lauterbrunnen gelegen in het meest zuidelijke deel van het Lauterbrunnental aan de oevers van de Weisse Lütschine en aan de voet van de Schwarzmönch, een van de pieken van de Berner Alpen.
In 2009 telde Stechelberg 255 inwoners. De plaats is met een kleine, in Stechelberg doodlopende, lokale weg met Lauterbrunnen verbonden. Sinds 1950 wordt het dorpje bediend door een postbuslijn.

## Geschiedenis
De naam "Stächelbärg" wordt voor het eerst vermeld in 1749 om dit deel van het Lauterbrunnental te beschrijven. In het gebied werd ijzererts gewonnen, wat leidde tot grootschalige ontbossing. Later werden er in de omtrek van het dorp in het kader van herbebossingsprogramma's weer bomen geplant, het resultaat is inmiddels tot Naturschutzgebiet verklaard.
Het schoolgebouw werd gebouwd in 1868.
In februari 2003 troffen twee lawines het dorp, maar veroorzaakten geen noemenswaardige schade.

## Watervallen
De Mürrenbachwaterval, met 417 m hoogteverschil de hoogste waterval van Zwitserland, stort vlak bij het gehucht in het valleidal en de Mürrenbach mondt uit in de Weisse Lütschine. Tussen Stechelberg en het 5 km noordelijker gelegen gemeentecentrum van Lauterbrunnen liggen ook de Trümmelbachwatervallen en de Buchenbachwaterval.

## Kabelbaan
In het dorp ligt het dalstation van de Luftseilbahn Stechelberg-Mürren-Schilthorn (LSMS), of kort de Schilthornbahn, een in 1965 aangelegde kabelbaan, waarmee men via Mürren tot op de top van de Schilthorn kan komen. De rit per kabelbaan bedraagt 32 minuten vanaf het dal, waarbij dient te worden overgestapt op de tussenstations Gimmelwald, Mürren en Birg.
- Stechelberg (867 m) - Gimmelwald (1367 m)
- Gimmelwald (1367 m) - Mürren (1638 m)
- Mürren (1638 m) - Birg (2677 m)
- Birg (2677 m) - Schilthorn/Piz Gloria (2970 m)

Op de top van de Schildhorn is een constructie met restaurant, helikopterplatform en het bergstation van de kabelbaan. Het restaurant, de Piz Gloria, is een overblijfsel van de productie van de James Bondfilm On Her Majesty's Secret Service waarin het het hoofdkwartier was van SPECTRE en de werkplek van Ernst Stavro Blofeld.

## Paden
Ten zuiden van het gehucht begint het bergpad dat over de Wetterlücke, een bergpas op niet minder dan 3.169 m hoogte tussen de Tschingelhorn in het westen en de Breithorn in het oosten, leidt naar het Lötschental in het kanton Wallis. Ook beklimmingen van de Tschingelhorn, via Obersteinberg, de Tschingelfirn en langs de Mutthornhütte, starten steeds in Stechelberg.
Stechelberg ligt op de route van het langeafstandspad Hintere Gasse met een route naar het oosten naar Kleine Scheidegg en een route naar het westen over de Sefinenfurgge naar het Kiental.